# Bago (Filipiny)
Bago – miasto na Filipinach, położone w regionie Zachodnie Visayas, w prowincji Negros Occidental, na wyspie Negros.
Miasto zostało założone w 1575 roku.

## Osoby związane z Bago
- Mansueto Velasco - filipiński bokser, medalista olimpijski.[3]
- Roel Velasco - filipiński bokser, brązowy medalista igrzysk olimpijskich.[4]